# William Pogue

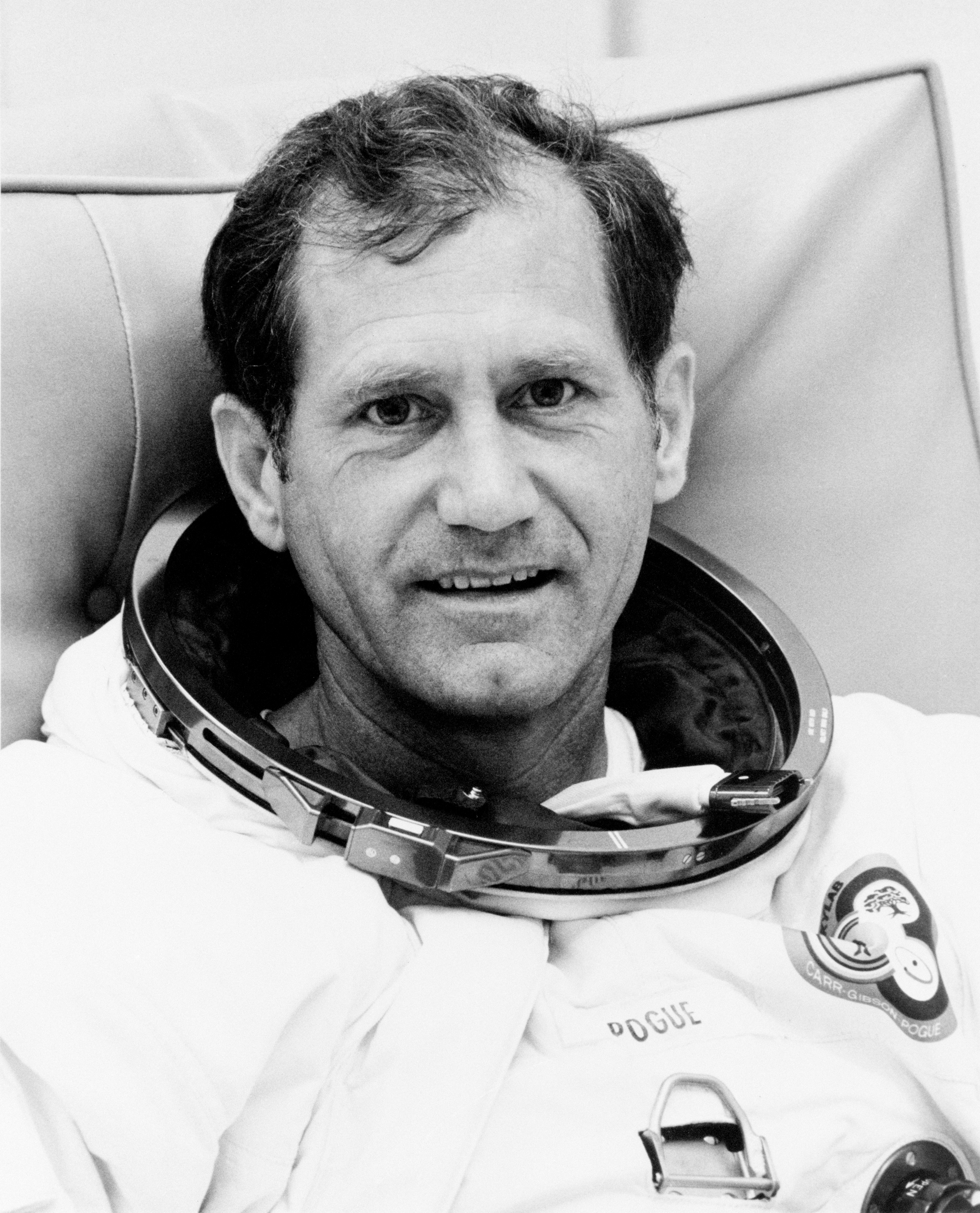
William Pogue po jednym z treningów przed misją Skylab SL-4

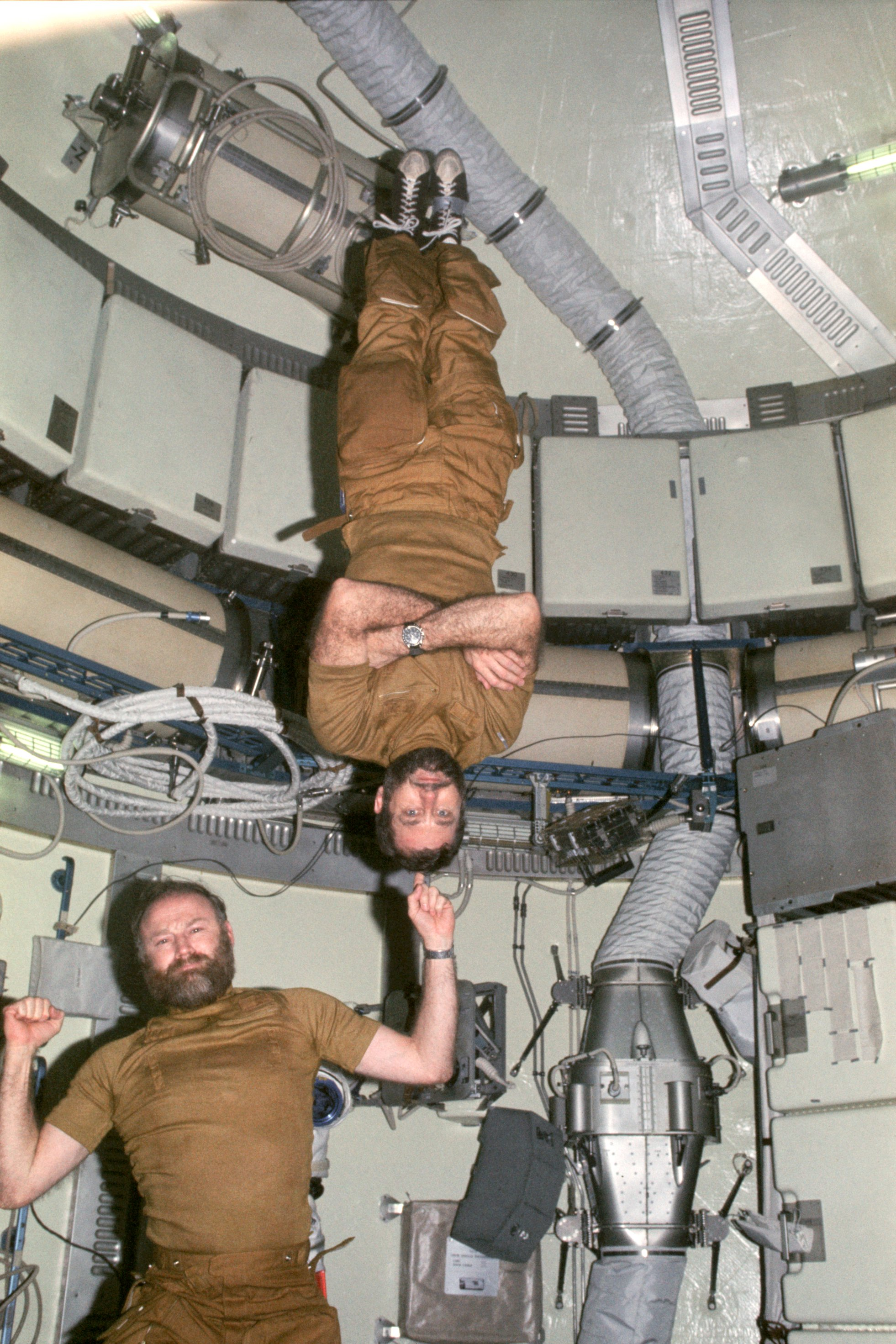
Podczas misji astronauci demonstrowali możliwości, które daje stan nieważkości. Na zdjęciu Gerald Carr „utrzymuje” na jednym palcu Williama Pogue'a

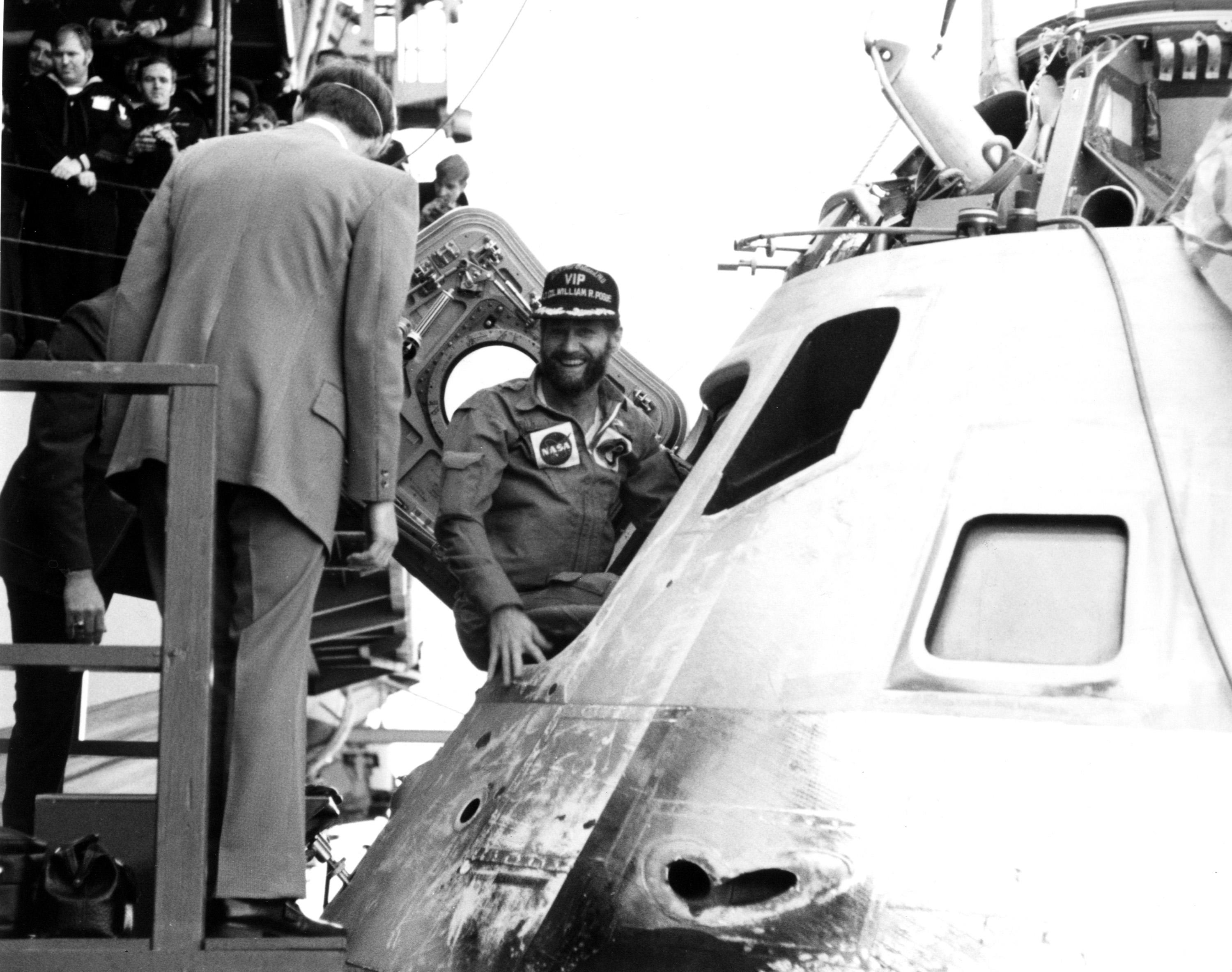
William Pogue we włazie kapsuły Apollo po zakończonej misji, 8 lutego 1974

William Reid Pogue (ur. 23 stycznia 1930 w Okemah w stanie Oklahoma, zm. 3 marca 2014 w Cocoa Beach na Florydzie) – amerykański astronauta, pilot wojskowy, pułkownik rezerwy United States Air Force. Wywodził się z indiańskiego plemienia Czoktawów.

## Wykształcenie i służba wojskowa
- Szkołę podstawową i średnią ukończył w Oklahoma City.
- 1951 – uzyskał licencjat z zakresu nauczania przedmiotów ścisłych na Oklahoma Baptist University. Po studiach wstąpił do wojska, wybierając służbę w lotnictwie.
- 1952 – po zakończeniu przeszkolenia został pilotem wojskowym.
- 1953–1954 – służył w 5 Armii Lotniczej (Fifth Air Force) w Korei. Jako pilot myśliwca bombardującego brał udział w działaniach wojennych.
- 1954 – po powrocie z Korei był instruktorem w bazie lotniczej Luke w Arizonie.
- 1955–1957 – był członkiem zespołu akrobacyjnego Thunderbirds, pokazowej eskadry Sił Powietrznych Stanów Zjednoczonych.
- 1960 – uzyskał tytuł magistra matematyki na Stanowym Uniwersytecie Oklahomy (Oklahoma State University).
- 1960–1963 – był adiunktem (assistant professor) w katedrze matematyki w Akademii Lotnictwa Wojskowego w Colorado Springs.
- 1963–1965 – przeszedł szkolenie w Królewskiej Szkole Pilotów Doświadczalnych (Empire Test Pilots' School) w Farnborough w Wielkiej Brytanii, a następnie był pilotem doświadczalnym brytyjskiego Ministerstwa Lotnictwa w ramach programu wymiany międzypaństwowej.
- Od października 1965 do momentu przyjęcia do Korpusu Astronautów NASA był instruktorem w Aerospace Research Pilot School w bazie lotniczej Edwards w Kalifornii.
- Wrzesień 1975 – w stopniu pułkownika przeszedł do rezerwy.

Latał na ponad 50 typach samolotów.
Jako pilot wylatał ponad 7200 godzin, z czego 4200 na samolotach z napędem odrzutowym.

## Kariera astronauty
- 4 kwietnia 1966 – zakwalifikował się do piątej grupy astronautów NASA (NASA 5(inne języki)). W jej skład weszło 19 pilotów.
- 1968 – był członkiem naziemnej załogi wspierającej podczas lotu statku Apollo 7 oraz pełnił funkcję operatora łączności (CapCom) w centrum kontroli lotów w Houston.
- 1969 – należał do składu naziemnej załogi wspierającej podczas lotu statku Apollo 11.
  - Tę samą funkcję pełnił w czasie misji Apollo 13 (1970) i Apollo 14 (1971). Wszedł w skład załogi podstawowej wyprawy Apollo 19, która miała wylądować na Księżycu w rejonie krateru Kopernika. Jednakże z uwagi na cięcia w budżecie NASA lot został odwołany w 1970.
- 16 listopada 1973 – 8 lutego 1974 – uczestniczył w locie kosmicznym Skylab 4.
- Wrzesień 1975 – opuścił Korpus Astronautów NASA.

### Skylab 4
16 listopada 1973 jako pilot statku Apollo wystartował do trzeciej załogowej misji na stację orbitalną Skylab. Lot otrzymał oznaczenie SL-4. Pozostałymi członkami załogi byli: Gerald Carr – dowódca wyprawy i Edward Gibson – pilot-naukowiec. Osiem godzin po starcie kapsuła statku Apollo przycumowała do stacji orbitalnej. Podczas 84-dniowej misji astronauci wykonali obszerny program badań naukowych. Prowadzili m.in. obserwacje Komety Kohoutka oraz Słońca. Wykonali ok. 75 000 zdjęć obu tych obiektów. Ponadto załoga stacji wykonała ok. 20 000 fotografii powierzchni Ziemi. Podczas lotu astronauci czterokrotnie wychodzili na zewnątrz stacji orbitalnej. Pogue zrobił to dwukrotnie: 21 listopada 1973 – na 6,5 godziny i 25 grudnia – na 7 godzin (był to wówczas rekord). Ponadto załoga wyprawy SL-4 jako pierwsza w historii załogowych lotów kosmicznych powitała na orbicie Nowy Rok.
Ta rekordowa misja wyróżniła się jeszcze z innego powodu. Załoga w czasie lotu bowiem była apatyczna, małomówna i z trudem realizowała zaplanowane zadania. Takiego zachowania nie odnotowano podczas wcześniejszych lotów załogowych zarówno amerykańskich, jak i radzieckich.
8 lutego 1974 kapsuła z astronautami wodowała na Oceanie Spokojnym. Załogę i statek kosmiczny podjęła na pokład jednostka ratownicza – uderzeniowy okręt desantowy USS „New Orleans”. Po powrocie na Ziemię okazało się, że każdemu z astronautów przybyło prawie 2 cm wzrostu.

## Po opuszczeniu NASA
- 1975–1987 – był wiceprezesem fundacji High Flight, założonej w Colorado Springs przez innego astronautę – Jamesa Irwina.
- 1986–1988 – prowadził własną firmę – William R. Pogue and Associates. Od 1988 kierował przedsiębiorstwem Vutara Services w Springdale w Arkansas. Współpracował także z koncernem Boeing przy projekcie budowy (niezrealizowanym) stałej stacji orbitalnej „Freedom”.
- 1987–1988 – uczestniczył w pracach jednego z biur NASA nad planowaniem misji marsjańskich, wykorzystujących roboty.
- 1989–1991 – zajmował się określaniem parametrów technicznych wyposażenia niezbędnego do prowadzenia prac na zewnątrz statku kosmicznego.

Był popularyzatorem wiedzy o kosmosie. Pisał książki i produkował filmy dokumentalne poświęcone tej tematyce.

## Odznaczenia i nagrody
- Medal Sił Powietrznych za Wybitną Służbę (1974)
- NASA Distinguished Service Medal (1974)
- Air Medal
- Air Force Commendation Medal
- Air Force Outstanding Unit Award
- National Defense Service Medal
- Command Pilot Astronaut Wings (1974)
- Robert J. Collier Trophy (1974)
- Doktorat honorowy Oklahoma Baptist University (1974)
- Dr Robert H. Goddard Memorial Trophy (1975)
- FAI De La Vaulx Medal (1975)
- Dyplom FAI im. Władimira M. Komarowa (1975)
- AIAA Haley Astronautics Award (1975)
- General Thomas D. White USAF Space Trophy (1975)
- American Astronautical Society's Flight Achievement Award (1976)
- Wprowadzenie do Panteonu Sławy Astronautów Stanów Zjednoczonych (United States Astronaut Hall of Fame) (1997)
- Universal Astronaut Insignia za lot orbitalny (nr 68, pośmiertnie) – Stowarzyszenie Uczestników Lotów Kosmicznych (Association of Space Explorers(inne języki))[2]

## Publikacje książkowe
- How Do You Go to the Bathroom in Space? (1991) – zbiór pytań i odpowiedzi o tematyce kosmicznej
- The Trikon Deception (wspólnie z Benem Bovą) (1992) – powieść science fiction
- Space Trivia  (2003) – zbiór pytań i odpowiedzi o tematyce kosmicznej
- But for the Grace of God: An Autobiography of an Aviator and Astronaut (2011) – autobiografia

## Dane lotu
| Lot kosmiczny, w którym uczestniczył William R. Pogue                    | Lot kosmiczny, w którym uczestniczył William R. Pogue | Lot kosmiczny, w którym uczestniczył William R. Pogue | Lot kosmiczny, w którym uczestniczył William R. Pogue | Lot kosmiczny, w którym uczestniczył William R. Pogue | Lot kosmiczny, w którym uczestniczył William R. Pogue |
| Data startu                                                              | Data lądowania                                        | Statek kosmiczny                                      | Funkcja                                               | Czas trwania                                          |                                                       |
| ------------------------------------------------------------------------ | ----------------------------------------------------- | ----------------------------------------------------- | ----------------------------------------------------- | ----------------------------------------------------- | ----------------------------------------------------- |
| 16 listopada 1973                                                        | 8 lutego 1974                                         | Skylab 4                                              | pilot                                                 | 84 dni 1 godzina 15 minut i 32 sekundy                |                                                       |
| Łączny czas spędzony w kosmosie – 84 dni 1 godzina 15 minut i 32 sekundy |                                                       |                                                       |                                                       |                                                       |                                                       |